# Schizopelex festiva
Schizopelex festiva là một loài Trichoptera trong họ Sericostomatidae. Chúng phân bố ở miền Cổ bắc.